# Ankelspitz
Der Ankelspitz  oder Anklspitz ist ein Gratgipfel mit Gipfelkreuz im Nordwestgrat des Brecherspitz. Der Grat endet direkt 
oberhalb von Fischbach-Neuhausen beim Schliersee, weshalb der Ankelspitz auch als Hausberg des Ortes bezeichnet wird.
Im weiteren Gratverlauf folgen Dürnbachwand und Schlierseespitz.
Es führen keine ausgezeichneten Wege auf den Grat und Gipfel.